# Neonhal
A neonhal (Paracheirodon innesi) a sugarasúszójú halak (Actinopterygii) osztályának pontylazacalakúak (Characiformes) rendjébe, ezen belül a pontylazacfélék (Characidae) családjába tartozó faj.
Nemének a típusfaja.

## Előfordulása
Eredeti elterjedési területe Dél-Amerikában, az Amazonas vízgyűjtő területén van. Kedvelt akváriumi hal.

## Megjelenése
Testhossza elérheti a 2,2 centimétert. Úszói nincsenek meghosszabbodva. Hengeres teste hátán egy neonfényhez hasonló, irizáló kék színű csík található. Hasi tájéka fehér színű, farkánál piros csíkkal. A nőstények hasvonala gömbölyded.

## Akváriumi tartás
A fogságban tenyésztett neonhalak sokféle körülményhez jól alkalmazkodnak, de eredeti élőhelyükön nagyon lágy, enyhén savas vizekben élnek. Az akvárium vizét, természetes módon, fákkal, gyökerekkel is barníthatjuk, savanyíthatjuk. Égertobozzal lehet lágyítani a vizet, léteznek különböző vízlágyító és vízelőkészítő szerek, de ha lehet használjunk természetes anyagokat, sokkal szebbé teszik majd akváriumunkat. Körülbelül 2 év az átlagos élettartamuk, de megfelelő tartás mellett akár 3 vagy még több évig is élhetnek.
Viszonylag egyszerűen tarthatók kisebb, 60-80 literes akváriumban, 6,5-7,2-s pH-jú és 10-15 NK° keménységű vízben. A víz optimális hőmérséklete 22-24 °C. A környezetük hirtelen változásait viszont nem viselik el. Félénkek, és kis méretük miatt nem ajánlottak nagy vagy agresszív halak mellé, mivel ezek kergethetik, vagy egyszerűen felfalhatják őket. Inkább más pontylazacfajokkal, például vörösorrú pontylazacokkal, vörös neonhalakkal, izzófényű pontylazacokkal, illetve egyéb, hasonló körülményeket kedvelő fajokkal társíthatók jól. Leginkább a vízben, középen tartózkodnak. Rajviselkedésüket csak akkor mutatják, ha legalább hat egyedet tartunk együtt, akkor nem olyan félősek, színeik is szebbek lesznek. Színük éjszaka elhalványul, egy idő után teljesen el is tűnhet. A stressz, például az emberi beavatkozás az akváriumban, szintén hasonló hatást vált ki. A sűrűn beültetett akváriumot és a gyengébb megvilágítást kedvelik.
Mindenevők. A legtöbb lemezes tápot elfogadják, de szívesen fogyasztanak mindenféle apró, élő eleséget is.

## Szaporodása
A lerakott ikrák száma meghaladhatja 150-et. A kikelés időtartama 30 óra, és 
5 nap múlva már úsznak az ivadékok.